# Bernard Kalaora
 (janvier 2025).
Il peut être nécessaire de l'améliorer pour respecter le principe de neutralité de point de vue. Veuillez consulter la page de discussion pour plus de détails.

Bernard Kalaora est un socio-anthropologue français.

## Biographie
Bernard Kalaora est né en 1945 à Paris. Après avoir soutenu sa thèse sous la direction de Henri Mendras et approfondi sa formation à l'ADSSA,, il a été chercheur à l’INRA puis a rejoint le service de recherche du Ministère de l’Environnement . Il a ensuite été Conseiller scientifique au Conservatoire du Littoral. Par la suite, il a été professeur de sociologie de l’environnement à l’université de Picardie Jules-Verne d'Amiens et chercheur associé au laboratoire d’anthropologie des institutions et organisations sociales (EHESS/LAIOS). Décoré Chevalier de l’Ordre du Mérite sous le ministère de Brice Lalonde.
Il est par ailleurs consultant auprès d’organisations nationales et internationales dédiées à la gouvernance de la mer et du littoral. Il est président de l’association LITTOCEAN, un laboratoire d’idées visant à développer la dimension maritime de l’action publique.

## Champ de recherche
Bernard Kalaora fait partie des auteurs précurseur et de référence dans le champ des études de l’Environnement. Depuis sa soutenance de thèse en 1978 sur la "fréquentation de la forêt de Fontainebleau”, qui a donné lieu à un ouvrage de référence le Musée Vert: radiographie du loisir en forêt, il a largement contribué tant par ses recherches que par son implication dans les services de l’État (Ministère de l’Environnement et Conservatoire du Littoral) à la prise en compte des questions de nature et de l’environnement dans les sciences sociales et dans le champ des politiques publiques.
Si dans son premier ouvrage, il a mis l’accent sur les facteurs culturels dans la fréquentation des forêts et des hauts lieux de nature, il a par la suite élargi son champ d’action en revisitant  la sociologie  du point de vue de ses relations à la nature et plus largement aux milieux. Ses travaux l’ont conduit à découvrir avec Antoine Savoye, une école de pensée , et d’action peu investie par les sciences sociales : Le Play et son Ecole. Pour Le Play,  le milieu, conçu surtout au sens d’accessibilité et de disponibilité des ressources naturelles, joue un rôle notable dans l’organisation des sociétés.
Le cadre géographique et le type d’environnement apparaissent pour Le Play et ses continuateurs inséparables de l’organisation sociale.
L’émergence de la question environnementale dans l’agenda politique, conjuguée à la montée des menaces , a amené B.Kalaora à s’intéresser aux transformations des représentations et des pratiques de nature notamment concernant le  désert et le littoral,. Dans Rivages en devenir : des horizons pour le Conservatoire du Littoral (Documentation Française, 2010), il explore les mutations des cadres cognitifs permettant de penser et d’agir sur le littoral et leurs conséquences du point de vue de l’action publique et de la gouvernance dans notre contemporanéité de plus en plus incertaine.
Il a apporté une contribution théorique majeure  dans un  ouvrage Pour une sociologie de l’environnement: environnement, société et politique,,,. Les auteurs y montrent la place que devrait occuper la sociologie française dans le débat environnemental à la condition qu’elle se réforme et qu’elle accepte l’idée d’une société ouverte où humains et non humains puissent coexister et interagir ensemble. Cette ouverture implique l’abandon de la posture sociologisante, de l’impérialisme disciplinaire  vers une attitude de modestie, d’empirisme et de pragmatisme ainsi qu’une véritable prise en compte des sciences de l’environnement dans l’analyse sociale,. Dans "La forêt salvatrice reboisement, société et catastrophe au prisme de l'histoire", (Champ-Vallon, 2016):, avec Guillaume Decocq (Professeur d'Ecologie) et Chloé Vlassopoulos, il s'est aussi intéressé à une controverse environnementale au XIXe siècle sur le rôle bénéfique des forêts sur le climat et la société. La relecture de cette controverse est une invite à débusquer, derrière les apparences, les intérêts en jeu derrière tout discours catastrophiste environnemental, les liens entre savoir, pouvoir et transformation du territoire.
Bernard  Kalaora a joué un rôle de passeur entre les disciplines mais aussi entre les sciences sociales et les politiques publiques de l’environnement, insistant sur l’importance de la contribution des sociologues afin que s’amorce un véritable échange entre les décideurs publics, les experts,, la sociologie, et les sciences de l'Environnement.

## Publications
- B. Kalaora et D. Poupardin, Le corps forestier dans tous ses états - De la Restauration à la Belle Epoque, L'Harmattan, coll. « Logiques sociales », 2023 (ISBN 978-2-14-032775-9)
- Le musée vert radiographie d’un loisir urbain en Forêt de Fontainebleau, 1993, L’Harmattan, 302p
- Au-delà de la nature, l’environnement ; l’observation sociale de l’environnement, 1998, L’Harmattan, 220p
- Rivages en devenir : de nouveaux horizons pour le Conservatoire du Littoral, 2010, La Documentation Française, 279p

avec Antoine Savoye
- Les inventeurs oubliés, Le Play et ses continuateurs ,1989, CNRS-Champ Vallon, 267p
- F. Le Play. Des forêts considérées dans leur rapport avec la constitution physique du globe et de l’économie des sociétés,  1996, ENS de Saint-Cloud, 248p
- La forêt pacifiée : les forestiers de l’Ecole de Le Play , 1986, L’Harmattan, 133p
- Les ouvriers des deux mondes,  1983, Armand Collin, 320p

avec Chloé Vlassopoulos
- Pour une sociologie de l’environnement, société et politique, 2013, Champ-Vallon

avec Guillaume Decocq et Chloé Vlassopoulos
- La forêt salvatrice: reboisement, société et catastrophe au prisme de l'histoire, juin 2016, Champ-Vallon (285 p)

### Ouvrages collectifs
- Préface de B.Kalaora. (Sous dir) Joanne Clavel, Alix Levain et Florence Revelin: Des vies avec des plages:expériences, relations,( en italique) devenirs, PUR, 2024.
- Sur les traces de Frédéric Le Play : Voyage dans le Harz eBook : Bernard Kalaora, Carlo Michaël Sommer avec une postface d'Antoine Savoye,  2022
- Préface de B.Kalaora. J.Corneloup: La transition créative, une utopie transmoderne, PURH, 2021.
- Avec la participation de Cécile Dejoux, Jean Jouzel, Bernard Kalaora, Sophie Mougard, Amélie Muller. Ensemble construisons l’avenir. SIAAP, 50ans , 2021
- Avec L.Charles, H.Lange, F.Rudolf (dir), Environnement et sciences sociales en France et en Allemagne, L’Harmattan, 2014
- Avec A.Moro, Le désert. De l’écologie du divin au développement durable, L’harmattan, 2005
- Avec M. Abélès, L.Charles, H.P Jeudy, L’environnement en perspective, contextes et représentations de l’environnement, L’Harmattan, 2000
- Avec B.Barraqué, Le risque environnemental et son vécu, Espaces et sociétés, N°77, 1995
- Avec J.Cloarec, Littoraux en perspectives, Etudes Rurales, N°133-134, 1994
- Avec M.Berlan, La Méditerranée assassinée, Peuples Méditerranéens, 1993
- Avec J.Theys, La terre outragée; les experts sont formels!, Autrement, 1992
- Avec J.Cloarec et G.Collomb, La crise du paysage, Ethnologie Française, XIX-3, 1989.